# 小森亮平
小森 亮平（こもり りょうへい、1988年9月26日 - ）は、広島県福山市出身の自転車競技（ロードレース）選手。

## 経歴
広島県立福山誠之館高等学校時代の2006年、夏休み期間を利用してフランスへ渡航したことをきっかけに、同校卒業後、ダイハツ・ボンシャンス飯田に籍を置きながら、2007年、2008年とフランスを拠点にレース活動を行う。
2008年
- 全日本自転車競技選手権大会・U23個人ロードレースで優勝。
- 同年8月、EQA・梅丹本舗に加入。

2009年、アメリカ籍のトレック・ライヴストロングに移籍。
- 世界選手権・U23個人ロードレースに出場し71位。
- ジャパンカップサイクルロードレース 敢闘賞 & 9周目山岳賞。

2010年、Bbox ブイグテレコム傘下のヴァンデUに移籍。
2011年、イタリアを拠点とするチームNIPPOに移籍。
2013年、ベルギーを拠点とする若手チーム、チームユーラシアに移籍。